# Perizoma costimaculata
Perizoma costimaculata är en fjärilsart som beskrevs av Wagner 1915. Perizoma costimaculata ingår i släktet Perizoma och familjen mätare. Inga underarter finns listade i Catalogue of Life.